# Jerry Givens
Pour les articles homonymes, voir Givens.
Jerry Bronson Givens, né le 3 décembre 1952 et mort le 13 avril 2020, a été le principal bourreau de Virginie de 1982 à 1999, exécutant 62 personnes. Il a passé la majeure partie de sa carrière dans le système correctionnel de Virginie et était initialement partisan de la peine capitale. Cependant, à partir de 1999, il a purgé quatre ans de prison pour parjure et blanchiment d'argent. Cette expérience, ainsi que la révélation de l'innocence de Earl Washington Jr., que Givens avait failli exécuter en 1985 avant que sa peine ne soit commuée en réclusion à perpétuité, a transformé Givens en un adversaire résolu de la peine de mort. Il a consacré le reste de sa vie à militer pour son abolition. Il est mort du COVID-19 lors de la pandémie de coronavirus de 2020 . 

## Jeunesse
Givens est né le 3 décembre 1952 à Richmond, en Virginie, le dernier de quatre enfants, de parents ouvriers. Adolescent, il a vu une jeune femme, à qui il était sur le point de demander de danser, être abattue lors d'une fête. Il a fréquenté l'Université Johnson-C.-Smith grâce à une bourse de football, mais a abandonné après avoir subi une blessure. Jeune homme, il a travaillé dans une usine de tabac de Phillip Morris, mais a perdu son emploi après une bagarre avec un collègue. Par la suite, il a été embauché comme gardien au pénitencier de l'État de Virginie . En 1973 ou 1974, il a épousé Sadie Travers. 

## Bourreau en chef
En 1982, le bourreau en chef de Virginie a pris sa retraite et Givens a été promu à ce poste. Au cours des dix-sept années suivantes, il a exécuté 62 personnes - 37 par chaise électrique et, à partir de 1994, 25 par injection létale. Il a trouvé cette dernière méthode plus bouleversante, commentant en 2019 que "quand il s'agit de pousser ce bouton, la seule chose que l'on pouvait entendre était le bourdonnement de la machine, mais quand il s'agit d'une injection mortelle, seringue en main, et vous regardez les produits chimiques descendre dans un tube en plastique dans son bras, vous vous sentez plus attaché. " . Parmi ceux qu'il a exécutés figuraient les tueurs en série Linwood et James Briley. Il devait également exécuter Earl Washington Jr., mais la condamnation à mort de Washington a été suspendue en attendant son appel avant d'être finalement commuée par le gouverneur Douglas Wilder en réclusion à perpétuité en 1994  Il n'a pas parlé à ses amis ou à sa famille de son travail, et même sa femme n'a appris qu'il était un bourreau qu'en 1999  
Bien qu'il ait d'abord été partisan de la peine capitale (il s'était porté volontaire pour assister aux exécutions, avant sa nomination en tant que bourreau en chef), il a dit que les exécutions le laissaient "dans un état second" et qu'il "compatissait avec la famille du condamné ". Il n'a pas apprécié les exécutions, mais s'est décrit comme "accro" à celles-ci. Il avait l'intention de renoncer à son rôle après sa centième exécution. Il a prié avec les condamnés avant leur exécution, et ils lui ont souvent avoué leurs crimes.  
Givens a été contraint de démissionner de son poste de bourreau en 1999 à la suite d'accusations criminelles portées contre lui.

## Problèmes judiciaires et changement de position sur la peine de mort
En 1999, Givens a été reconnu coupable de parjure et de blanchiment d’argent pour avoir acheté un véhicule avec de l’argent qui, selon lui, provenait de la vente de drogues illicites. Il a maintenu son innocence, mais a purgé quatre ans de prison. Pendant son séjour, Givens - déjà un homme religieux - s'est consacré à la lecture de la Bible et à ceux des enseignements de Jésus-Christ sur le pardon.  C'est également pendant qu'il était en prison qu'il a appris qu'Earl Washington Jr., disculpé par des tests ADN, était innocent des crimes pour lesquels Givens avait failli l’exécuter. Cette révélation a eu un effet majeur sur la pensée de Givens: il a décrit Dieu répondant à ses prières "en m'emmenant en prison et en sortant Earl Washington".  Il est alors devenu un opposant résolu de la peine de mort.

## Travail de plaidoyer
À sa sortie de prison, Givens a obtenu un emploi de chauffeur de camion pour une entreprise qui a installé et réparé des garde-corps. Il s'est également consacré à faire campagne contre la peine de mort. Il a siégé au conseil d'administration de Virginians for Alternatives to the Death Penalty et au conseil d'administration de Death Penalty Action. Il s'est adressé à l'Assemblée générale de Virginie en 2010, où selon Chap Petersen il a contribué à faire rejeter un projet de loi visant à étendre la peine de mort aux complices de meurtres, ainsi qu'au Congrès mondial contre la peine de mort à Bruxelles en 2019. Il est également l'auteur d'un récit autobiographique, Another Day Is Not Promised, publiés en 2012. Il a décrit son travail de plaidoyer comme "une mission de Dieu". 

## Mort
Givens est mort le 13 avril 2020, dans un hôpital de Richmond, des complications de COVID-19. Il avait 67 ans. Sa femme, sa mère, deux beaux-fils, trois frères et sœurs, cinq petits-enfants et un arrière-petit-enfant lui ont survécu.